# حمله جعل
حمله جعل یا حمله کلاه‌برداری (به انگلیسی: spoofing attack) در زمینه امنیت شبکه، موقعیتی است که در آن یک شخص یا برنامه با جعل‌کردن داده، به صورت موفق به عنوان دیگری معرفی می‌شود، و هدف او در این زمینه سودبردن به صورت نامشروع است.
این نوع از حمله به روش‌های مختلفی رخ می‌دهد. به عنوان مثال، هکر می‌تواند از آدرس IP جعلی برای رسیدن به اهداف خود کمک بگیرد. همچنین، یک مهاجم ممکن است ایمیل‌های جعلی ارسال کند یا وب سایت‌های جعلی به منظور جذب کاربران و بدست آوردن: نام ورود به سیستم، کلمه عبور، اطلاعات حساب کاربران و.. راه اندازی کند.

حملهٔ جعل ایمیل (email spoofing) یعنی ساختن ایمیل‌هایی جعلی که به نظر واقعی می‌آیند. در این مقاله ایمیل‌های جعلی‌ای بررسی شده‌اند که در قسمت سربرگ آنها (بخش From) تغییراتی ایجاد شده‌است و با استفاده از آن می‌توان اطلاعاتی دربارهٔ نام و آدرس فرستنده به دست آورد.
تقلید از پست الکترونیک یا وب سایت‌ها که گاهی اوقات به آن حمله فیشینگ می‌گویند، نوع دیگری از این نوع حمله شامل
راه اندازی یک نقطه دسترسی بی‌سیم جعلی و فریب قربانیان از طریق اتصال به آن‌هاست. آدرس IP شبیه کد پستی است که در شبکه پکت‌های داده‌ای را در مسیر درست به سمت مقصد هدایت می‌کند.
داده‌ها شکسته می‌شوند و در قطعه‌هایی به نام پکت در شبکه فرستاده می‌شوند. هر بسته حاوی آدرس فرستنده و گیرنده‌است. جعل آدرس IP امکان‌پذیر است، زیرا یک هکر می‌تواند به راحتی آدرس IP فرستنده یا گیرنده را جعل کند. استفاده از IP آدرس جعلی باعث نقض دسترس پذیری و وقوع حمله منع سرویس می‌شود که در ان هکر با جعل آدرس، آدرس خود را به عنوان منبع حمله مخفی می‌کند.
حملات فیشینگ شامل راه اندازی وب سایت‌های جعلی یا ارسال ایمیل‌های spam است که هدف ان جلب توجه کاربران قربانی به سمت طعمه یا چیز جالبی که در وب سایت‌های جعلی موجود است. هویت «فرستنده» را در یک ایمیل به راحتی می‌توان تغییر داد؛ و تا زمانی که از سوی پروتکل‌های ایمیل قابل قبول هستند، تحویل داده می‌شود. سایت فیشینگ درست مانند یک سایت واقعی طراحی می‌شوند، با همان رنگی، صفحه آرایی، لوگوها و آرم… و کاربران قربانی که از سایت استفاده می‌کنند؛ ندانسته اطلاعات شخصی خود را وارد می‌کنند.

## جعل ایمیل
اطلاعات فرستنده نشان داده شده در ایمیل می‌تواند به راحتی جعل شود. این روش معمولاً توسط اسپم‌کننده برای مخفی کردن مبدأ (خود را) ایمیل مورد استفاده قرار می‌گیرد.
هرزنامه‌ها ویا ایمیل مملو از ویروس می‌تواند بسیاری از لذت ابزار ارتباطات الکترونیکی را به حداقل برساند، اما شما می‌توانید به پست الکترونیکی نسبت به ایمیلی که ظاهراً از طرف افراد مورد اعتماد می‌آید شک کنید.
تکنیک مورد استفاده توسط اسپمر به این‌گونه‌است که از آدرس ایمیلی که دریافت می‌کنید شبیه شخص دیگری است.
در واقع، این روش، شکلی از سرقت هویت است، یعنی اسپمر، به عنوان فرستنده وانمود به شخص دیگری در جهت متقاعد کردن و جلب اعتماد گیرنده می‌کند (بازکردن این پیام‌ها ویا ارسال پول یا آشکار کردن اطلاعات شخصی).
یک راه برای کنترل این حمله، استفاده از یک مکانیزم به منظور تصدیق یا تأیید ریشه‌های هر پیغام e-mail است.
استاندارد چارچوب سیاست فرستنده (SPF)، در حال ظهور است که صاحبان دامنه شناسایی سرویس دهنده پست الکترونیکی در DNS و سپس سرور SMTP می‌تواند آدرس‌ها را در هدرهای ایمیل برای تعیین اینکه آیا یک پیام حاوی یک آدرس جعلی است را بررسی کند

## پروتکل‌های TCP/IP وspoofing
بسیاری از پروتکل‌ها مانند TCP / IP مجموعه‌ای از ساز و کارها را برای تصدیق و احراز هویت منبع یا مقصد یک پیام را فراهم نمی‌کنند؛ بنابراین آن‌ها در معرض خطر حملات Spoofing هستند زمانی که اقدامات احتیاطی اضافی به وسیله برنامه‌های کاربردی به منظور بررسی هویت ارسال‌کننده یا میزبان دریافت‌کننده انجام نمی‌پذیرد.
IP spoofing و ARP spoofing به‌طور خاص ممکن است توسط عوامل انسانی علیه هاست‌های موجود در شبکه انجام شود. حملات کلاه‌برداری که با بهره‌گیری از پروتکل‌های TCP / IP انجام می‌گیرد، ممکن است با استفاده از مجموعه‌ای از فایروال‌ها که قادر به بازرسی عمیق بسته‌ها هستند یا با در نظر گرفتن اقدام‌های لازم برای تأیید هویت فرستنده و دریافت‌کننده پیام، کاهش یابند.

## حمله ارجاع دهنده
بعضی از وب سایت‌ها، به خصوص سایت‌های پرداخت پورنوگرافی، اجازه دسترسی را به اطلاعات خود را تنها از طریق تأیید رمز ورود به صفحات خود می‌دهند. اینکار با چک کردن هدر ارجاع دهنده از درخواست HTTP اجرا می‌شود.
هدر ارجاع به با این حال می‌تواند عوض شود، این حمله با نام "referrer spoofing" یا "Ref-tar spoofing” شناخته شده‌است و به کاربران اجازه دسترسی به اطلاعات غیرمجاز را می‌دهد.

## جعل اشتراک فایل
در این نوع حمله با اشتراک نسخه تحریف شده یا غیر معتبر از یک فایل باعث تضعیف دانلود این منابع شد.
حمله شناسایی تماس گیرنده یا Caller ID سرویس شناسایی تماس گیرنده به شما امکان شناسایی تماس گیرنده قبل از اینکه شما تلفن خود را پاسخ دهید را می‌دهد. این سرویس گاهی ممکن است تحت حمله قرار گیرد، هکر می‌تواند با جعل شماره تماس یا جعل اطلاعات حمله کند.
به عنوان مثال، سارقان هویت که می‌خواهند برای جمع‌آوری اطلاعات حساس، مانند حساب بانکی شما یا دیگر شماره حساب‌های مالی، شماره سوشال سکیوریتی شما، تاریخ تولد شما و… از آن‌ها سوء استفاده کنند.
هکرها از شماره تماس جعلی به گونه‌ای استفاده می‌کند که گویا از سمت بانک و یا، شرکت کارت اعتباری، و حتی یک سازمان دولتی است.

## جعل ایمیل صوتی
در این روش هکرها می‌توانند هنگامی که شما نیستید از شماره تماس شما استفاده کنند.
به منظور جلوگیری از دسترسی غیرمجاز صوتی، از فعالیت‌های جعلی مانند حمله شماره تماس گیرنده، شما باید همچنان به استفاده از رمز عبور صوتی که در زمان ثبت نام به شما اختصاص داده شده‌استفاده کنید.
اگر شما تصمیم به استفاده از ایمیل صوتی خود بدون استفاده از رمز عبور صوتی کنید، صدای پیام پست الکترونیکی شما می‌تواند در معرض دسترسی‌های غیرمجاز قرار بگیرد.
در اغلب موارد، شما می‌توانید با تغییر رمز عبور صوتی، ویا تنظیم دوباره ان، قادر به استفاده از رمز عبور برای بازیابی پیام هاو دسترسی به پیام گیر صوتی خواهید بود..

## جعل GPS
حمله جعل GPS تلاشی است برای فریب یک گیرنده GPS با پخش سیگنال‌های کمی قوی تر از آن از ماهواره‌های GPS، که ساختار آن شبیه به مجموعه‌ای از سیگنال‌های طبیعی GPS است. از آنجا که سیستم GPS کار می‌کند با اندازه‌گیری زمانی که طول می‌کشد یک سیگنال از ماهواره به سمت گیرنده حرکت کند. یک حمله موفق به این نیاز دارد که حمله‌کننده بداند هدف دقیقاً در کجا قرار دارد به‌طوری‌که سیگنال‌های جعل شده با تأخیر سیگنال مناسب دریافت شود.
حمله‌کننده با ارسال سیگنال‌هایی کمی قوی تر از آن سیگنالی که موقعیت صحیح آن تولید می‌کند، شروع می‌کند و و سپس به آرامی منحرف می‌شود به سمت موقعیت مورد نظر را توسط حمله‌کننده، چرا که حرکت خیلی سریع باعث می‌شود دریافت‌کننده سیگنال را دریافت نکند، که در آن نقطه حمله‌کننده تنها به عنوان مسدود عمل می‌کند. مطرح شده‌است که دستگیری لاکهید RQ-170 هواپیمای بدون سرنشین در شمال شرقی ایران در ماه دسامبر، ۲۰۱۱، در نتیجه چنین حمله‌ای بوده‌است.

## جعل پروتکل TCP
در هر شبکه‌است، یک گروه پروتکل به نام پروتکل کنترل انتقال (TCP) وجود دارد. این پروتکل جهت ایجاد، نگهداری و قطع اتصالات در شبکه بکار می‌رود. روند اتصال به این شکل است که کامپیوتر یک بسته درخواست اتصال ارسال می‌کند. این بسته از شبکه خصوصی خود وارد خطوط عمومی می‌شود که برای شبکه‌های خصوصی هزینه بر است، برای جلوگیری از این وضعیت دروازه یا gateway می‌تواند به عنوان کامپیوتر از راه دور عمل می‌کنند و پیام‌های TCP پاسخ دهد. اینجا دروازه، جعل پروتکل انجام دادو به عنوان سرور اتصال TCP به کاهش ترافیک شبکه دست زد.[۱]
اتصالات TCPبه دلیل محدودیت اندازه Window عملکرد بالایی ندارند. برای پهنای باند بالا که ازX مقدار تأخیر رنج می‌برند، و گاه تاخیرات طولانی، الگوریتم ارسال داده سایز مقدار داده ارسالی را کاهش می‌دهدو به تأخیر می‌اندازد. یک روتر جاعل، ارتباط TCP محلی را خاتمه می‌دهد و پروتکل TCP را بر روی لینک‌های ماهواره‌ای مانند XTP که برای تاخیرهای طولانی طراحی شده انتقال می‌دهد.

## جعل پروتکل انتقال فایل
تصحیح خطا و پروتکل‌های انتقال فایل به‌طور معمول با محاسبه کنترلی یا CRC برای بلوک از داده‌های شناخته شده به عنوان یک بسته، کار می‌کنند و نتیجه محاسبات تصحیح خطا را، در پایان بسته انتقال می‌دهند.
در طرف گیرنده دوباره آنچه را که دستگاه از راه دور فرستاده را محاسبه و با داده‌های خود مقایسه می‌کند. اگر این دو مطابقت داشتند بسته به درستی منتقل شده‌است و گیرنده پیام ACK که سیگنالی است که به فرستنده اعلام می‌کند، برای دریافت بسته بعدی آماده‌است.
زمان انتقال ACK و برگشتن آن به فرستنده یک تابع از خطوط تلفن است، مخالف با سرعت مودم است، و به‌طور معمول در حدود ۱/۱۰ ثانیه‌است. برای یک پروتکل که از بسته‌های کوچک استفاده می‌کند، این تأخیر می‌تواند بزرگتر از زمان لازم برای ارسال یک بسته اطلاعاتی باشد. به عنوان مثال، UUCP پروتکل "g" و کرمیت هر دو از بسته‌های ۶۴ بایتی استفاده می‌کنند، که بر روی لینک ۹۶۰۰ بیتی، 120th ثانیه طول می‌کشد فرستاده شود. XModemازبسته‌هایی که کمی بزرگتر از ۱۲۸ بایت است در کرمیت استفاده می‌کند.
مودم‌ها به‌طور معمول بسیار کند (کانال آهسته) هستند به عنوان مثال برای ارسال پیام ACK یه فرستنده آن، کند عمل می‌کنند.
مودمی مثل TrailBlazer یا Multi-Tech قادر به ارسال چندین ACK دریافتی از طرف مودم محلی با سرعت هستند. برای مثال در ارسال ۱۸٬۰۰۰ بیت TrailBlazer، با مودم ۳۵ بسته UUCP ارسال شده، اما back channel ارائه شده فقط ۷۵ بیت در ثانیه، از ۳۵ بایت را؛ ۲۸۰ بیت، پیام ACK که تقریباً در زمان به عقب بر گردیم برای نگه داشتن انتقال به اندازه کافی نیست.

## جعل پروتکل RIP/SAP
این پروتکل‌ها به صورت دوره‌ای اطلاعات را برای شبکه ارسال می‌کنند مانند ارسال اطلاعات روترهای موجود در شبکه، حتی اگر جداول مسیریابی تغییری نکرده باشند. شماره‌گیری بر روی تقاضای لینک‌های WAN در شبکه‌های IPX است در نتیجه هرگز بیکار خواهد شد و نه قطع می‌شوند. روتر یا مودم جاعل، با رهگیری اطلاعات ارسالی از این پروتکل‌ها، به پخش آگهی و اطلاعات از جدول مسیریابی خود می‌کند که آن را تنها زمانی که ارتباط فعال به روز می‌کند به دلایل دیگر…

## جعل DNS
گاه این حمله به دلیل آسیب‌پذیری DNS به واسطهٔ عدم پیاده‌سازی امن مقادیر تصادفی هنگام انجام پرس و جوهای DNS است. تعدادی از ابزارهای مربوط به پروتکل DNS در تولیدکننده‌های مختلف نسبت به حملهٔ جعل DNS آسیب‌پذیر هستند. به دلیل این که نرم‌افزار نمی‌تواند به صورت امن مقادیر تصادفی را در زمان پرس و جوهای DNS تولید کند. با سوءاستفاده موفق از این آسیب‌پذیری، مهاجم راه دور می‌تواند پاسخ‌های DNS را جعل کند و با تغییر مسیر ترافیک شبکه، باعث اجرای حملهٔ MITM شود. این آسیب‌پذیری روی Microsoft Windows DNS Clients و سرورها، ISC BIND نسخه‌های ۸ و ۹، چند توزی.